# Riddarholmsskeppet

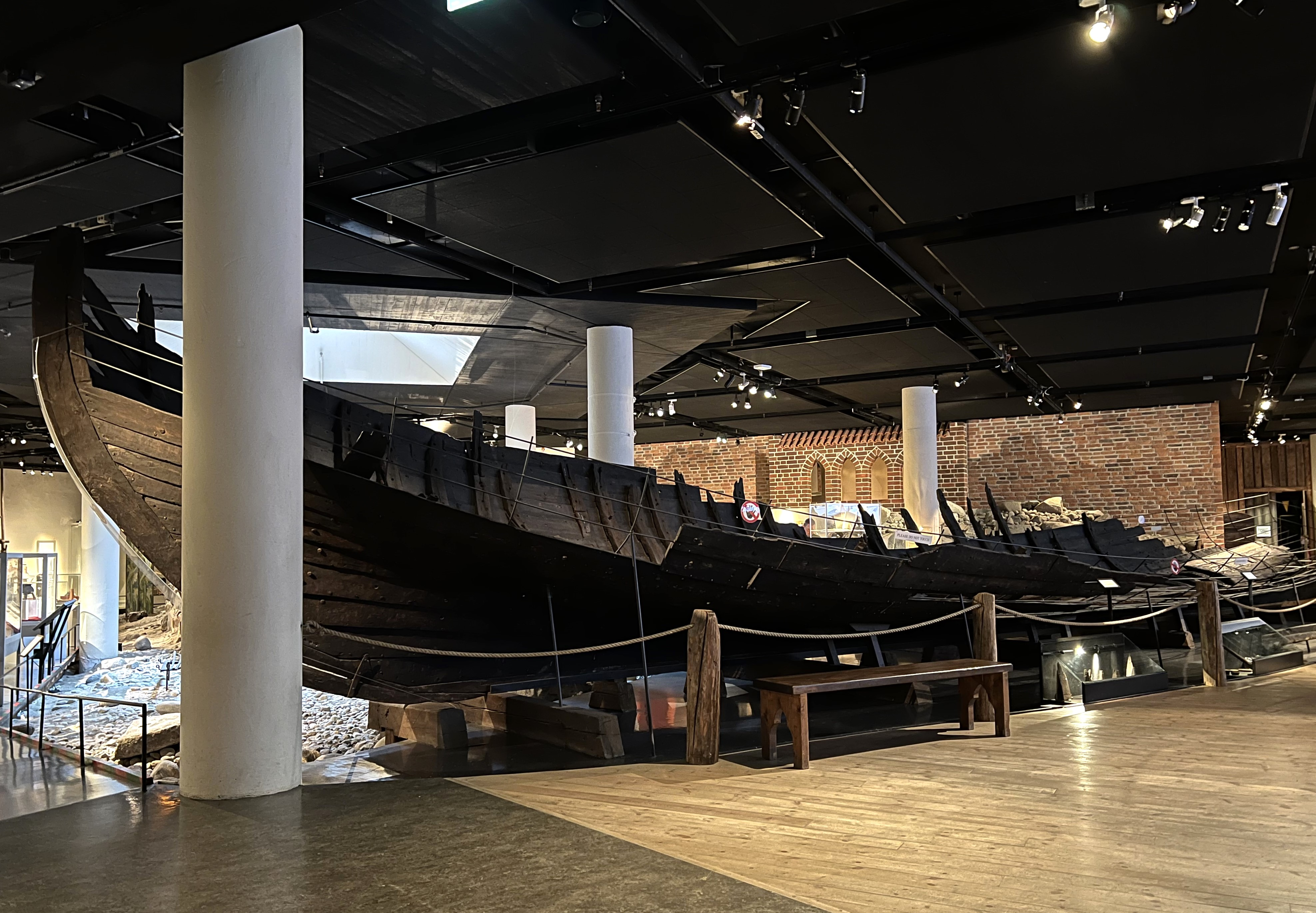
Riddarholmsskeppet i Medeltidsmuseet, november 2023. I bakgrunden till höger Helgeandshusets kyrkogård, framför "Stora huset", uppfört av originaltegel från bland annat Helgeandsholmen.

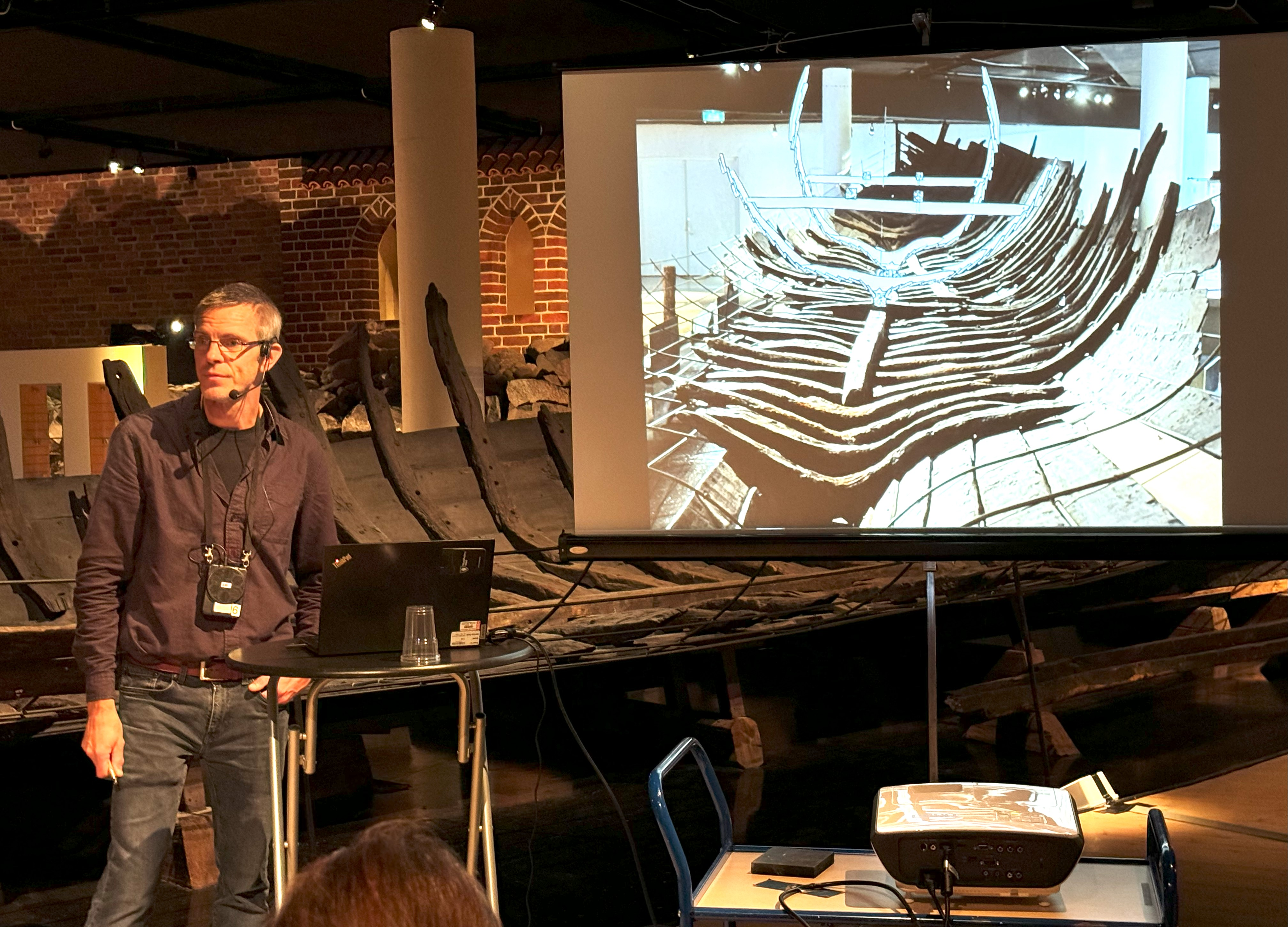
Marinarkeologen Niklas Eriksson berättar om forskningen kring Riddarholmsskeppet i Medeltidsmuseet i september 2024. Forskningen ger en helt ny bild över skeppets utseende.

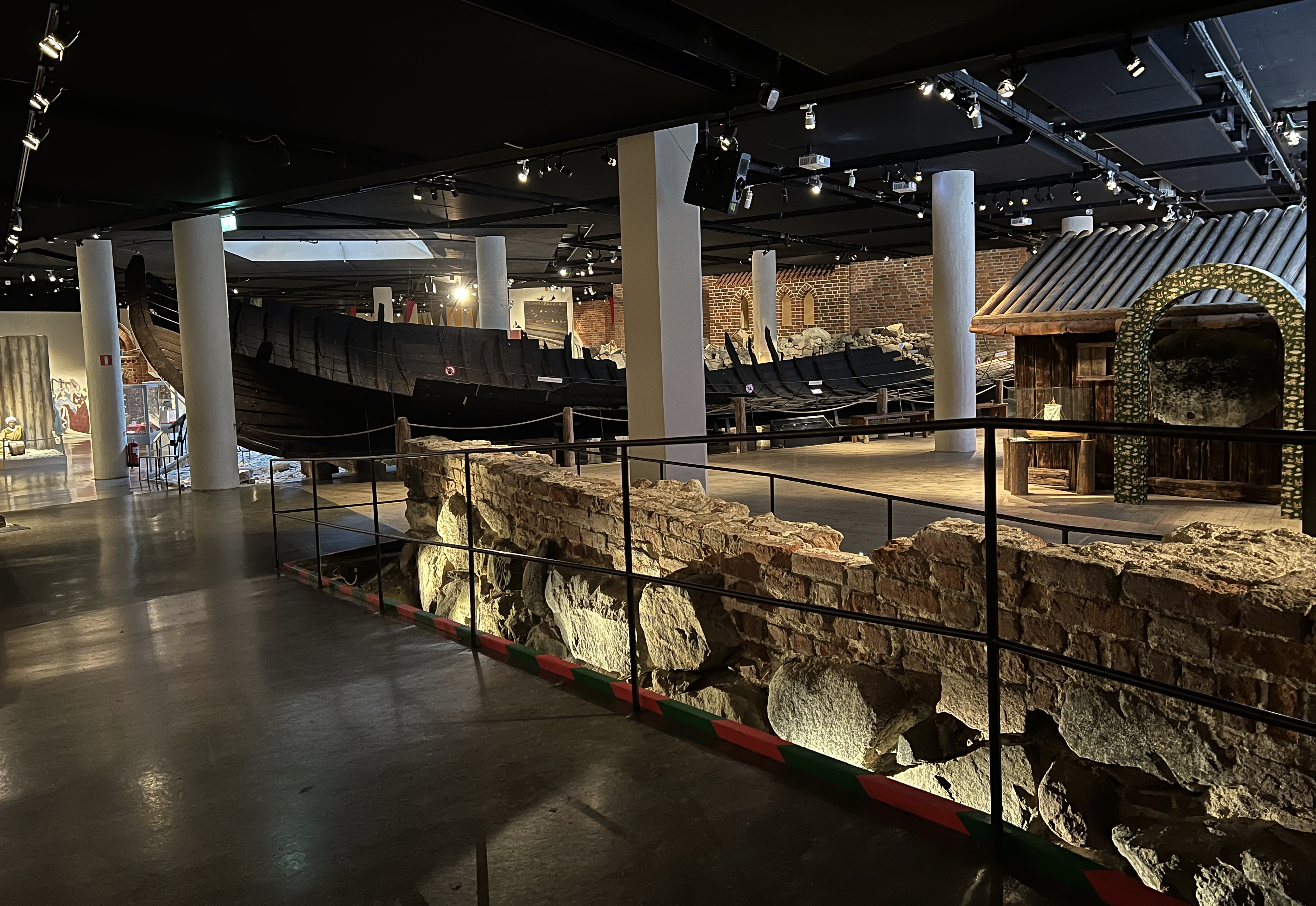
Skeppet sett från galgbacken, november 2023. I förgrunden en del av Gustav Vasas stadsmur från 1530. Muren fortsätter bakom skeppet.

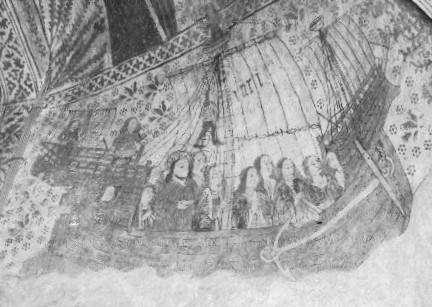
Sankt Ursula och jungfrurna till sjöss, målning från tidigt 1500-tal av Edebomästaren i Edebo kyrka. Målningen är från samma tid som Riddarholmsskeppet och fartygen har stora likheter.

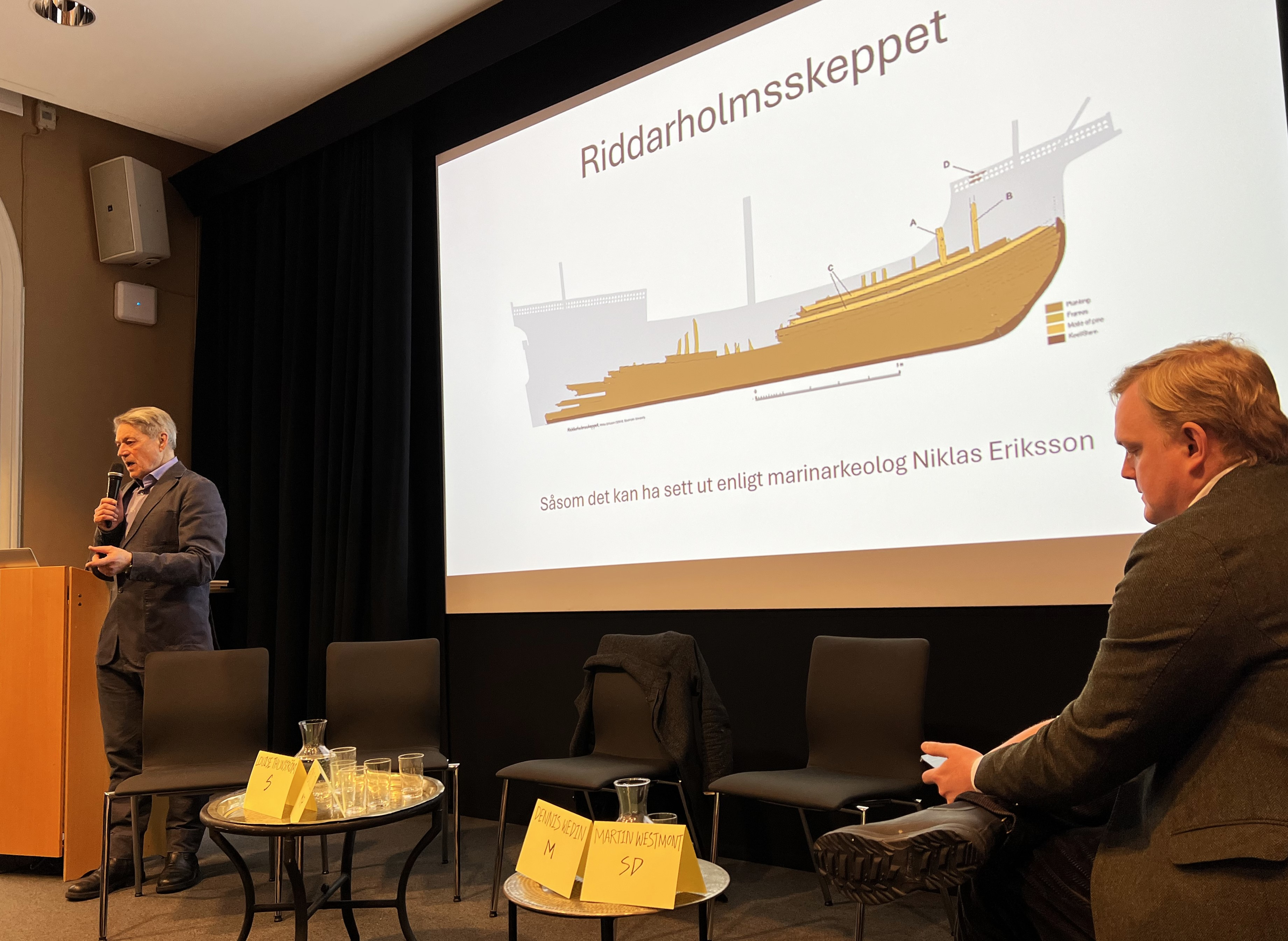
Gösta Alfvén från arbetsgruppen Rädda Medeltidsmuseet berättar om Riddarholmsskeppet vid en politiker- och expertutfrågning i Medelhavsmuseet, januari 2024.

Riddarholmsskeppet är ett vrak som påträffades 1930 vid muddringsarbeten i Riddarholmskanalen utanför sydöstra Riddarholmen i Stockholm. Det är vraket efter ett senmedeltida bestyckat fartyg, en barsa, som byggdes omkring 1517, oklart var.
Fyndet anses vara en direkt anledning till grundandet av Stockholms stadsmuseum och är stadsmuseets första registrerade arkeologiska föremål. Det betecknas som ett av de mest betydelsefulla fynd som gjorts i Stockholm. Skeppet var utställt på Medeltidsmuseet fram till november 2023, då museilokalerna stängde. Riddarholmskeppets framtid som utställningsföremål är oklar.

## Fyndet
I samband med muddringsarbeten för bygget av Vasaleden påträffades mellan Riddarholmen och Munkbron påträffades två fartyg på cirka två meters djup. År 1930 utfördes arkeologiska undersökningar vid den plats där Gamla stans tunnelbanestation ligger, varvid ett fåtal kanoner av smidesjärn hittades i februari, varefter två fartyg hittades i juni hittades i kanalen. Det ena av dessa grävdes ut av Hans Hansson.

### Bilder från utgrävningen 1930

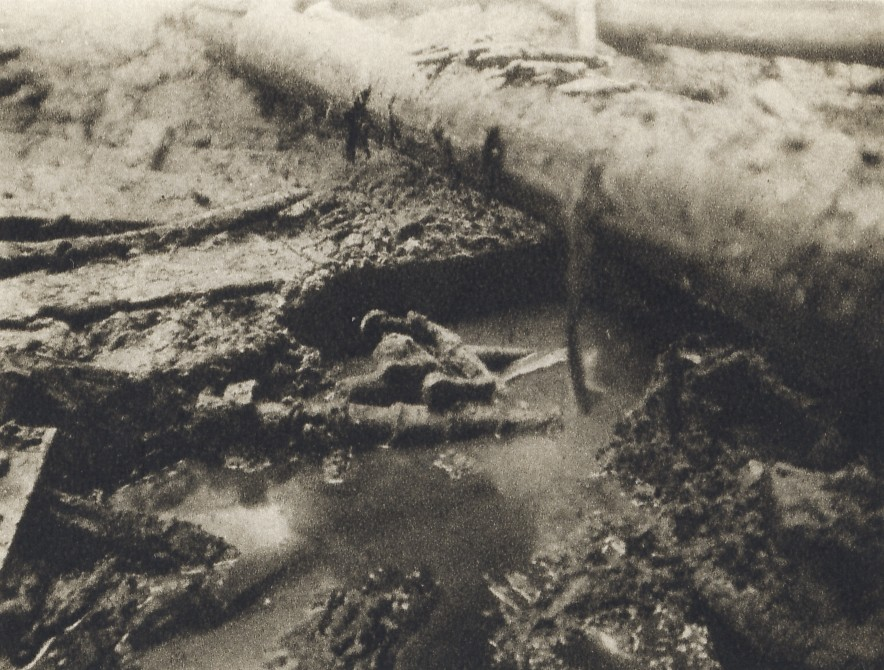
Skeppets ankare
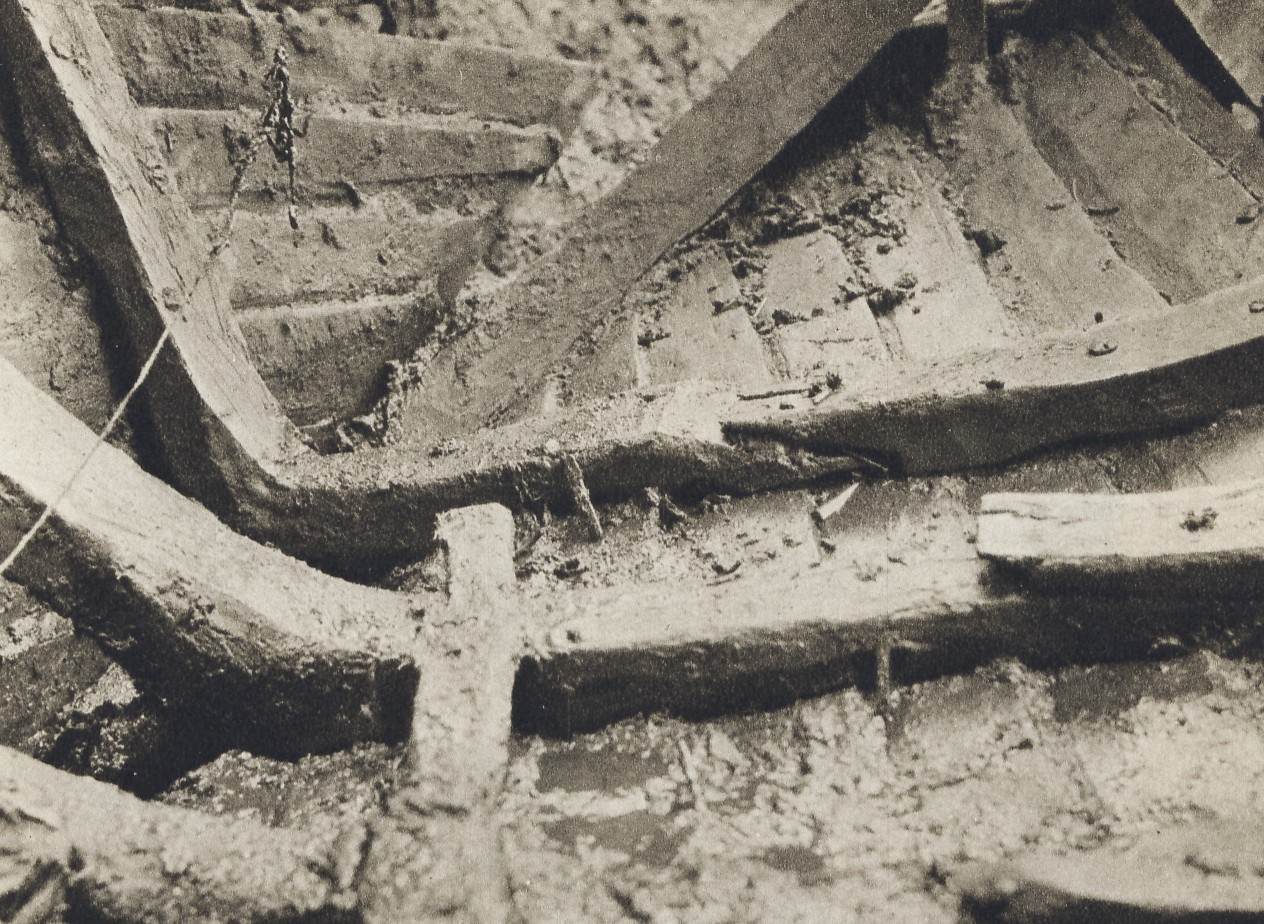
Skeppets bäst bevarade spant
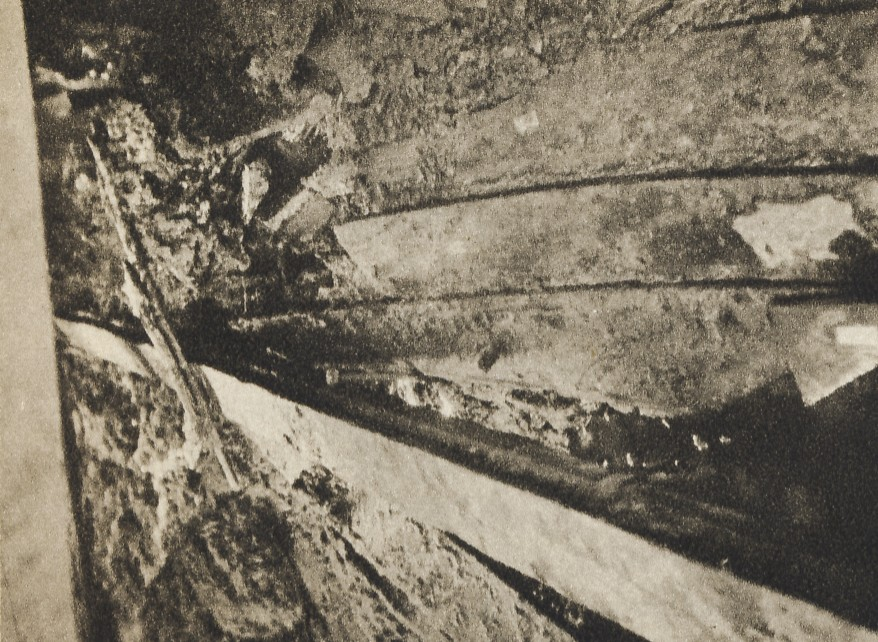
Skeppets förstäv och klinkbordläggning
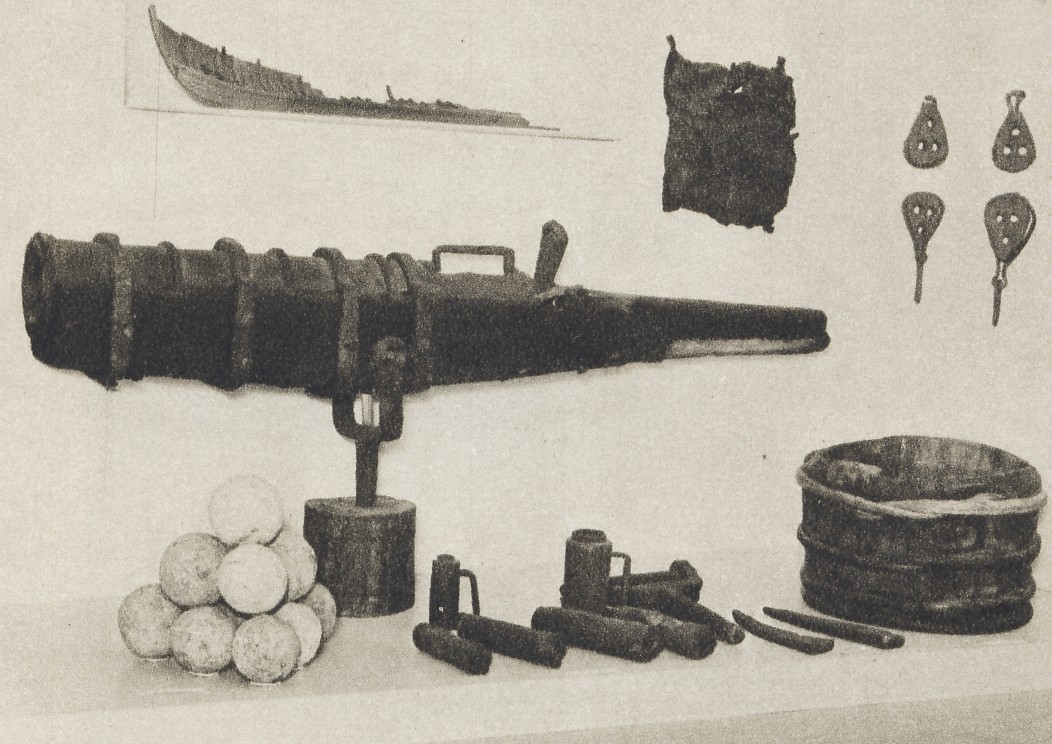
En av skeppets kanoner och andra föremål

Fyndet bestod av 2 465 olika föremål, varvid större delen av skrovet var bevarat. Tre stora och en liten kanon återfanns samt en stor del av lasten, bestående av kanonkulor, block, ankare, skor, trebensgrytor, krutkammare samt kartescher. 
Fartyget låg på styrbordssidan, med fören mot norr. Skrovet bestod av ek, och garneringar samt däck av furu. Dendrokronologiska analyser har visat att timret avverkades 1516-1524 och att eken troligen vuxit i Södermanland eller söderut längs östkusten, medan furun vuxit i Österåker, alternativt i Stockholms skärgård. Detta gör det troligt att fartyget är byggt längs kuststräckan mellan Stockholm och Kalmar. Både i Kalmar och Stockholm fanns vid denna tid skeppsgårdar som hade kunnat klara av ett bygge i denna storlek.  
Uppgifter om skeppets dimensioner varierar i olika skrifter. Den bevarade längden är 19,7 meter och skeppets ursprungliga längd över stävarna har uppskattats till 21-22 meter. Enligt en äldre rekonstruktion har skrovets bredd uppskattats till 6,25 meter, haft ett djupgående på 3,35 meter i  och ett beräknat deplacement på ca 180-250 ton, troligen 200-250. En nyare rekonstruktion visar att skrovet varit omkring 5,5 meter brett. Om skeppet lastas ner så att djupgåendet blir 2,1 meter, deplacerar det 60-70 ton.
De många funna krutkamrarna samt kanonkulorna, i kombination med fartygets storlek vittnar om att detta är ett fartyg som var avsett att patrullera och försvara Stockholm, bestyckat med omkring 30 kanoner.   
I förteckningar över fartyg i storleken 100-300 ton i deplacement för tiden 1510-1530 återfinns endast ett skepp som byggts i Sverige. Detta skepp byggdes i Kalmar med byggstart omkring 1517 och ägdes av biskopen Hans Brask(1464-1538). Det ingick 1522 i Gustav Vasas flotta och omnämns sista gången tidigt 1523. Dess öde efter 1523 samt dess förlisningsplats finns inte nämnt i några källor.

## Riddarholmsskeppets samtid
Riddarholmsskeppets förmodade livsperiod, cirka 1517-1523, var en dramatisk tid i Stockholms historia. Här finner vi Slaget vid Brännkyrka 1518, Stockholms blodbad 1520, Gustav Vasas befrielsekrig 1521-1523 och intagandet av Stockholm 1523.

## Ingvar Sjöbloms forskning
År 2013 genomförde Ingvar Sjöblom en undersökning i Stadsmuseets magasin med syfte att skapa ett referensmaterial av krutkammare och kanonkulor från Riddarholmsskeppet för att senare kunna göra jämförelser i förhoppningen att kunna underlätta identifieringen av skeppet Långe barken som sänktes 1564 av örlogsfartyget Mars. Det som framkom var att mängden kanonkulor, med olika kaliber, inklusive kulor i sten, samt mängden krutkammare av olika kaliber visade på ett större fartyg än man tidigare trott. Detta blev startskottet för den forskning som delvis bekostades av Medeltidsmuseet och Marinarkeologiska institutet vid Södertörns högskola som Ingvar Sjöblom presenterade hösten 2018 i sin doktorsavhandling.

## Krutkammare, kanoner och ammunition
En viktig ledtråd i forskningen kring Riddarholmsskeppet har varit dess stora antal bevarade krutkammare. Två hela kammarladdade kanoner, samt ett eldrör återfanns vid utgrävningen 1930. En krutkammare är en sorts magasin till kanoner, och dessa tillverkades tillsammans med kanonröret för att få bästa möjliga passform. Anledningen till detta var att få en så bra effekt som möjligt på de krutgaser som sköt iväg projektilen. Krutkammare i olika storlekar visar på kanoner av olika kaliber ombord skeppet. Generellt sätt höll man sig med en till tre kammare per kanon, där det under perioden 1450-1521 var vanligare med två eller tre kammare per kanon[källa behövs]
I fören på Riddarholmsskeppet hittades 43 krutkammare av olika kaliber, samt ammunition i något som kan liknas vid ett krutförråd. Två av de återfunna bakladdade kanonerna var båda laddade med en krutkammare, vilket indikerar att resten av kanonerna också varit laddade vid förlisningen. 
De bevarade krutrören, samt ammunitionen gör att man kan fastställa att skeppet var bestyckat med fem olika kaliber. Detta överensstämmer med fullstora örlogsfartyg under 1500-talets första del och är ännu en faktor som visar på att Riddarholmsskeppet var större än det bevarade vraket, som tidigare visades på det 2023 stängda Medeltidsmuseet i Stockholm.==

## Bildgalleri

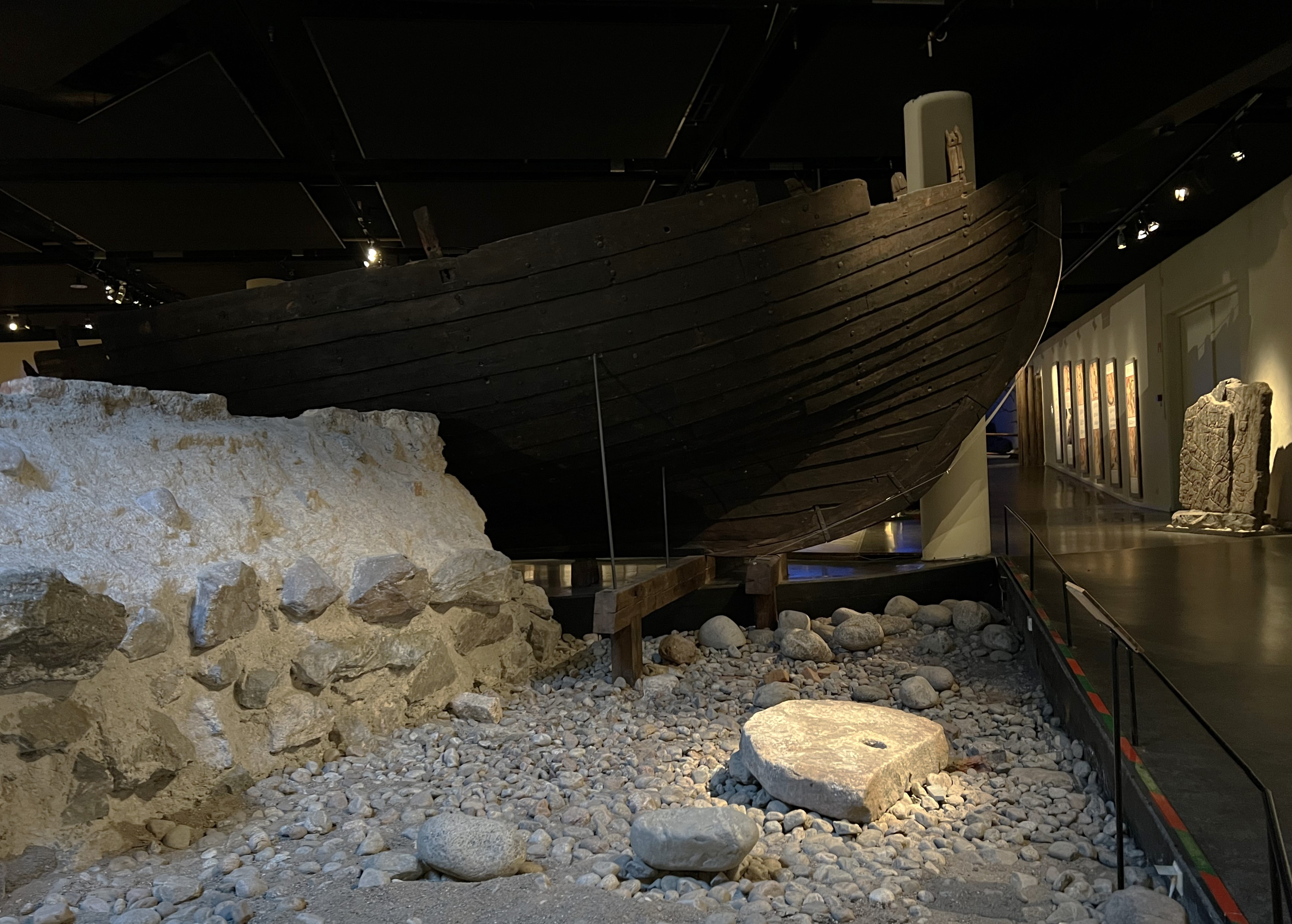
Det cirka tjugo meter långa vraket är placerat mellan två sektioner av den totalt omkring 55 meter långa stadsmuren i Medeltidsmuseet
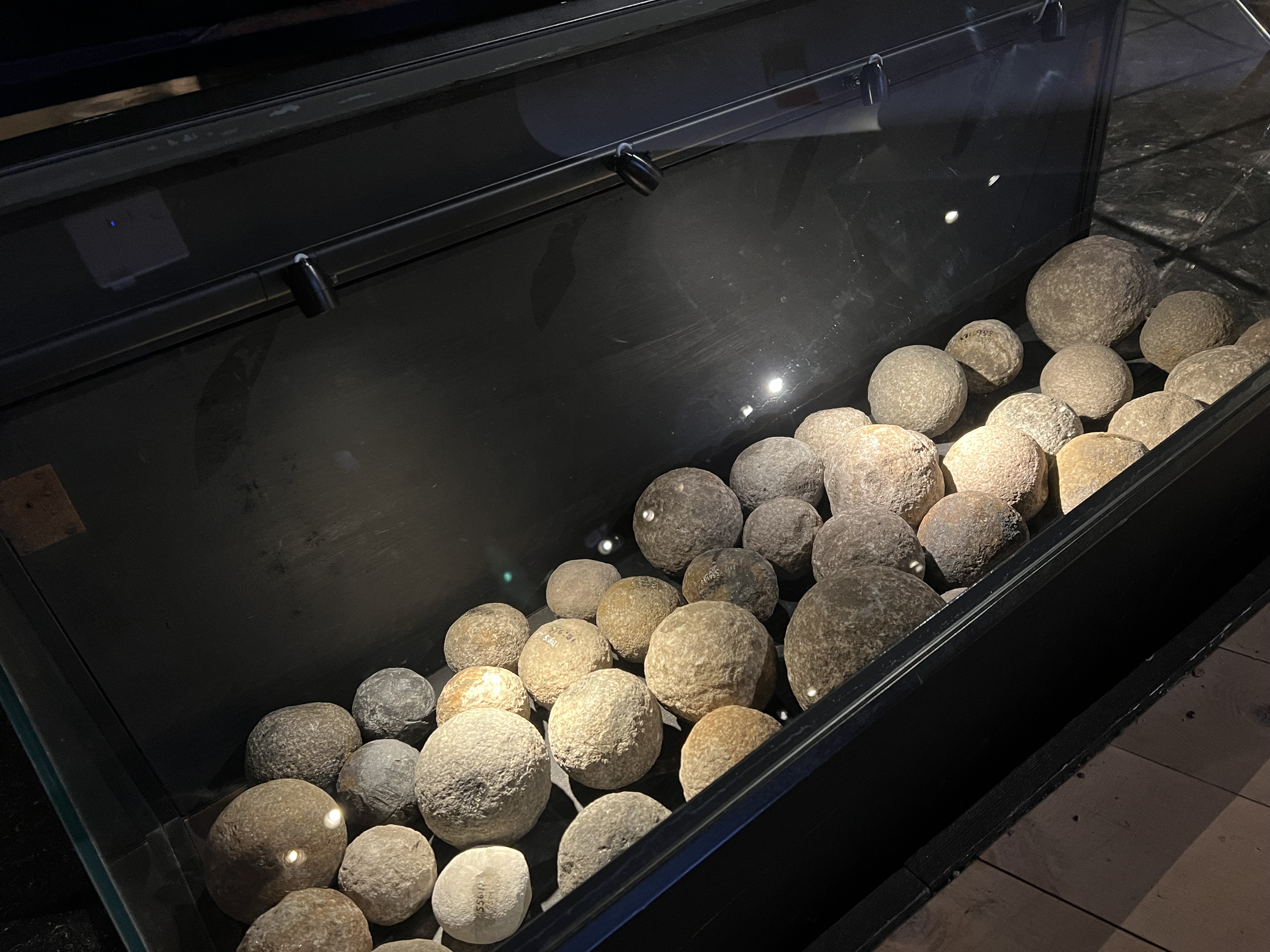
Kanonkulor från utgrävningarna
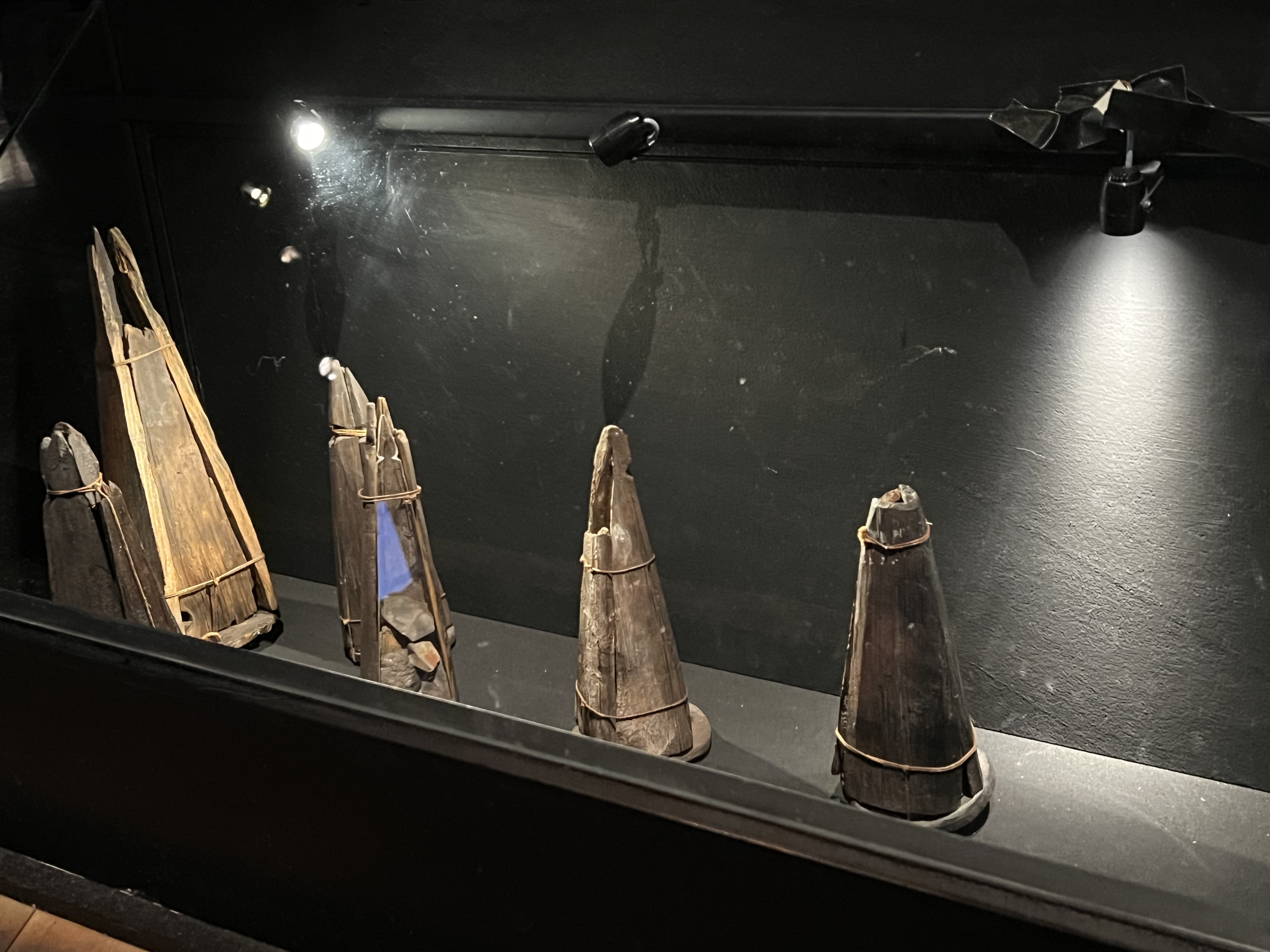
Kartescher, ammunition fylld med flintskärvor
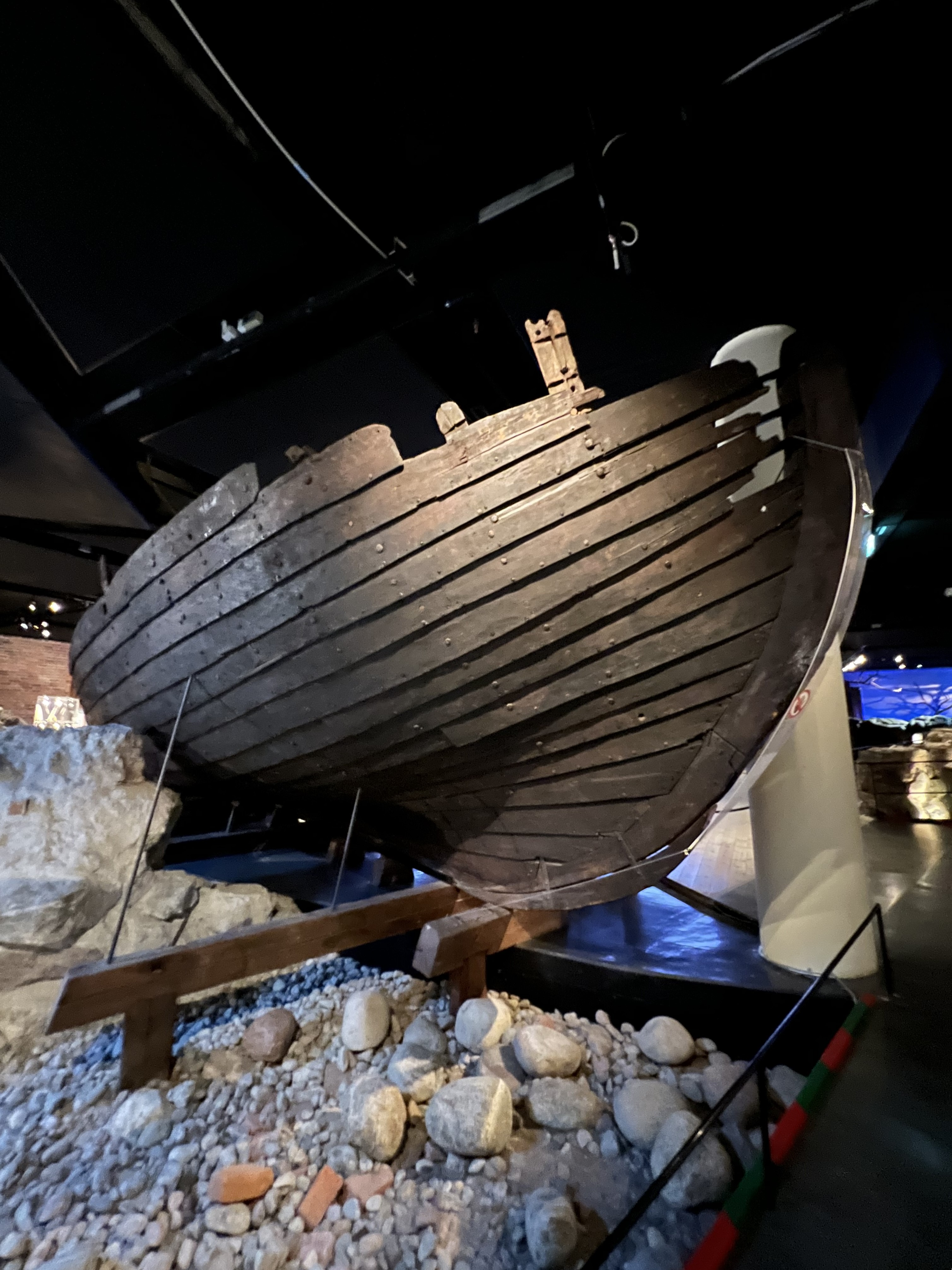
Skeppet är klinkbyggt
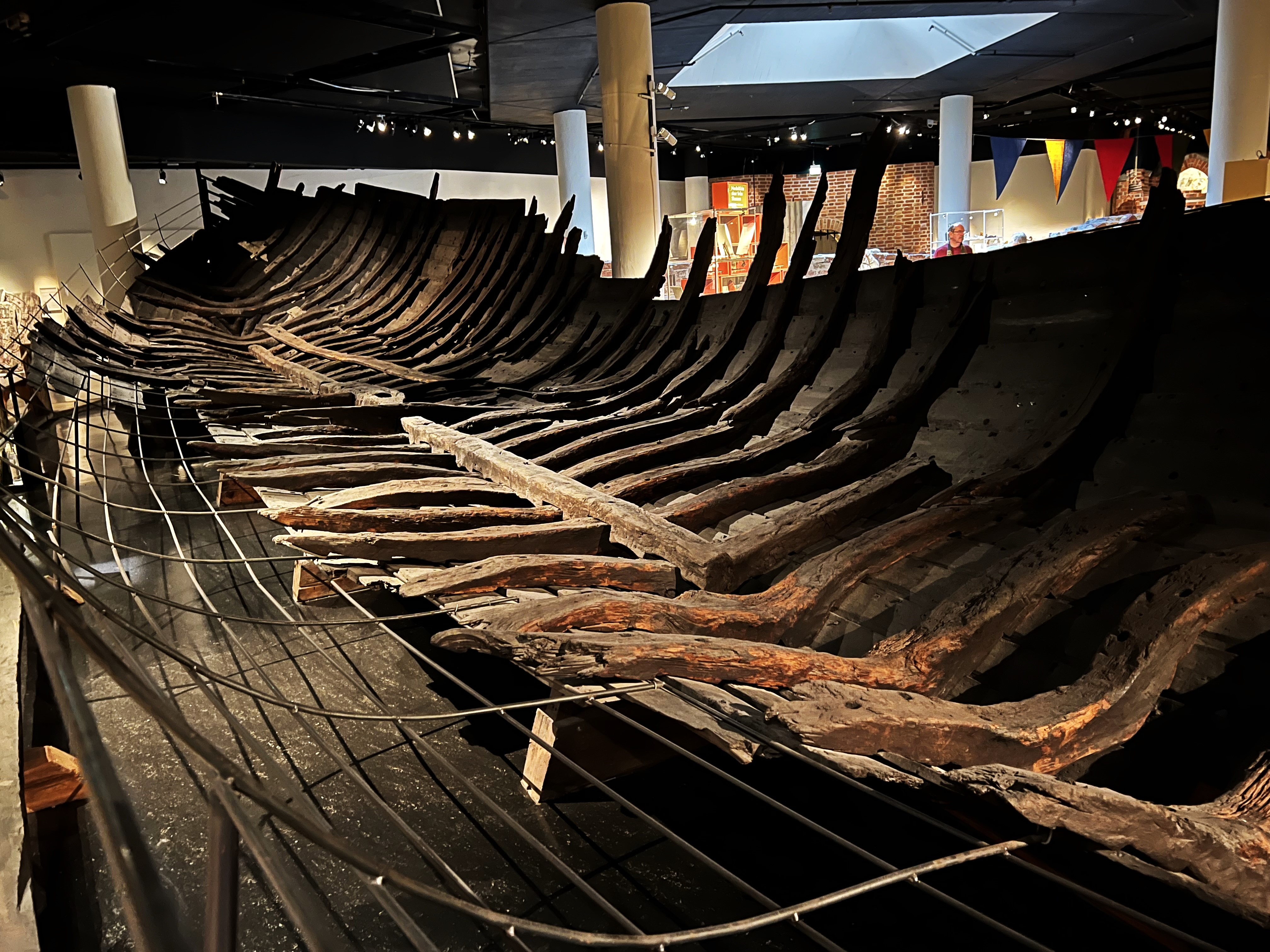
Riddarholmsskeppet i Medeltidsmuseet, oktober 2023